# Geheime Feldpolizei
Geheime Feldpolizei (GFP) var den nazityska arméns och flygvapnets stabspolis, som organiserades vid andra världskrigets utbrott. Dess huvuduppgift var att fungera som en militär säkerhetspolis underställd Abwehr. 

## Uppdrag
Inom arméns operationsområde hade GFP till uppdrag, att:
- Förebygga och upptäcka spionage, sabotage, demoraliserande propaganda och ryktesspridning.
- Förhindra civila angrepp mot de tyska trupperna.
- Säkerhetstjänst och säkerhetsrådgivning till beslutande chefer. Utfärdande av säkerhetsdirektiv.
- Värvning av agenter.
- Genomförande av alla krigspolisuppdrag som inte föll inom fältgendarmeriets ansvarsområde.
- Övriga säkerhets- och underrättelseuppdrag som kunde anförtros GFP av Abwehr.

## Organisation
GFP var till 1944 underordnad Abwehr. När Abwehr i februari 1944 överfördes till Reichssicherheitshauptamt, Nazitysklands säkerhetsministerium, förblev dock ledningen av GFP hos Oberkommando der Wehrmacht.
GFP:s operativa enhet var gruppen. Den bestod av 50 personer.
- 1 chef (Feldpolizeidirektor)
- 32 GFP-tjänstemän
- 17 man hjälppolispersonal

Vid tiden för anfallet mot Sovjetunionen i juni 1941 utökades GFP-gruppens personalstyrka till 95 man. Senare rekryterades Hiwis till GFP, som bevaknings- och handräckningspersonal. År 1943 fanns det vid varje GFP-grupp omkring 25 Hiwis.
År 1939 fanns det vid fältarmén 15 grupper; 1942/1943 var det 83 grupper; 1944 68 grupper.

## Insatser
GFP:s insatser i Nord- och Västeuropa skiljde sig betydligt från vad de gjorde i Östeuropa. I Nederländerna, Danmark och Norge inskräkte sig dess verksamhet till säkerhetsunderrättelsetjänst för Wehrmacht. I Belgien och Frankrike fungerade de som säkerhetspolis för den militära ockupationsförvaltningen och bekämpade motståndsmän, allierade spioner och sabotörer. Viss terror utövades också mot lokalbefolkningen i form av häktningar, bortföranden och avrättande av gisslan. I Östeuropa och på Balkan utövade GFP en ständigt tilltagande terror riktad mot judar, motståndskämpar och misstänkta befolkningsgrupper. På Östfronten spelade GFP en viktig roll i kampen mot partisanerna varvid de systematiskt brände ned hus och byar som misstänktes hysa fiender.

## Personal
Personalen bestod av inkallade poliser från Gestapo och Kripo. De hade status som krigstjänstemän (Beamte auf Kriegsdauer). Hjälppolispersonalen bestod av personal kommenderad från armén eller flygvapnet. De bibehöll sin status som militär personal och sin militära grad.
- Feldpolizeisekretär (Leutnant)
- Feldpolizeiobersekretär (Oberleutnant)
- Feldpolizeiinspektor (Oberleutnant)
- Feldpolizeikommissar (Hauptmann)
- Feldpolizeidirektor (Major)
- Feldpolizeioberdirektor (Oberstleutnant)
- Heeresfeldpolizeichef (Oberst)
- Feldpolizeichef der Wehrmacht (Generalmajor)

(Inom parentes visas motsvarande grader i Nazitysklands armé.)

## Krigsbrott
GFP frikändes som militär enhet vid Nürnbergrättegångarna från ansvar för krigsförbrytelser. Den historiska forskningen har dock hävdat, att GFP gjorde sig skyldiga till grova krigsbrott på Östfronten under andra världskriget.